# Sarah Baker
Sarah Baker (* in Washington, D.C.) ist eine US-amerikanische Schauspielerin. Bekannt ist sie durch ihre Rollen im Film Die Qual der Wahl (2012) und in der Serie Go On (2012–2013).

## Leben
Sarah Baker wurde in Washington, D.C. geboren und wuchs in Springfield, Illinois auf. Nach ihrem Abschluss an der James Madison University mit den beiden Hauptfächern Theater und Englisch zog sie nach Atlanta, Georgia. Dort arbeitet sie am Whole World Improv Theater zunächst als Darstellerin, später auch als Lehrerin. Um ihre Improvisations- und Sketch-Comedy-Künste zu verbessern besuchte sie in Los Angeles die Improvisations- und Theaterschule The Groundlings.
Ihr Debüt gab sie 2002 als Dix in der Filmkomödie Sweet Home Alabama – Liebe auf Umwegen, bevor sie 2005 in der Sketch-Comedy-Show The Lance Krall Show verschiedene Rollen übernahm. Ihre erste Hauptrolle hatte sie von 2008 bis 2009 in der VH1-Serie Free Radio, wo sie zum zweiten Mal neben Lance Krall zu sehen war. Nachfolgend übernahm sie größtenteils Gastauftritte in Fernsehserien, darunter In the Motherhood (2009), Das Büro (2010), Bones – Die Knochenjägerin (2011) und Modern Family (2012). Ihren Durchbruch schaffte sie 2012, als sie in der Komödie Die Qual der Wahl neben Zach Galifianakis und Will Ferrell die Rolle von Galifianakis’ Frau Mitzi Huggins spielte. Ab Herbst 2012 porträtierte sie neben Matthew Perry die Rolle der Sonia in der NBC-Comedyserie Go On. Ihre Rolle war zunächst als Nebenrolle angelegt, wurde aber nach der 13. Episode zu einer Hauptrolle ausgebaut. Die Serie wurde allerdings im Mai 2013 nach nur einer Staffel und 22 Episoden wieder eingestellt. Über den Sommer 2013 stand sie neben Reese Witherspoon und Corey Stoll für das Filmdrama The Good Lie vor der Kamera, der 2014 Premiere hatte.

## Filmografie
- 2002: Sweet Home Alabama – Liebe auf Umwegen (Sweet Home Alabama)
- 2003: Party Animals (Kurzfilm)
- 2005: The Lance Krall Show (Fernsehserie, 8 Episoden)
- 2008: Kath & Kim (Fernsehserie, Episode 1x08)
- 2008–2009: Free Radio (Fernsehserie, 17 Episoden)
- 2009: In the Motherhood (Fernsehserie, 2 Episoden)
- 2010: Das Büro (The Office, Fernsehserie, Episode 6x17–6x18)
- 2010: Meine Schwester Charlie (Good Luck Charlie, Fernsehserie, Episode 1x08)
- 2011: In Gayle We Trust (Fernsehserie, 10 Episoden)
- 2011: Bones – Die Knochenjägerin (Bones, Fernsehserie, Episode 6x18)
- 2011: Home for Actresses (Kurzfilm)
- 2012: Modern Family (Fernsehserie, Episode 3x22)
- 2012: Die Qual der Wahl (The Campaign)
- 2012–2013: Go On (Fernsehserie, 22 Folgen)
- 2013: Sean Saves the World (Fernsehserie, Episode 1x09)
- 2014: Bagels: The Movie (Kurzfilm)
- 2014: The Crazy Ones (Fernsehserie, Episode 1x20)
- 2014: Louie (Fernsehserie, Episode 4x03)
- 2014: Tammy – Voll abgefahren (Tammy)
- 2017–2018: Brooklyn 99 (Fernsehserie, 2 Episoden)
- 2017: Big Little Lies (Fernsehserie, 6 Episoden)
- 2017–2021, 2024: Young Sheldon (Fernsehserie, 12 Episoden)
- 2018: Philip K. Dick’s Electric Dreams (Fernsehserie, Episode 1x07)
- 2018: Nur ein kleiner Gefallen (A Simple Favor)
- 2018: New Girl (Fernsehserie, Episode 7x06)
- 2018–2021: The Kominsky Method (Fernsehserie, 22 Episoden)
- 2019: The Death of Dick Long
- 2020: Superintelligence
- 2021: Thunder Force
- 2022: Die Goldbergs (The Goldbergs, Fernsehserie, Episode 10x08)
- 2024: Lass es, Larry! (Curb Your Enthusiasm, Fernsehserie, Episode 12x07)
- 2024: Georgie & Mandy (Georgie & Mandy’s First Marriage, Fernsehserie, Episode 1x08)
- 2024: Night Court (Fernsehserie, Episode 2x07)